# Oebalus
Genre
Oebalus est un genre d'insectes hétéroptères, des punaises appartenant à la famille des Pentatomidae.

## Espèces rencontrées en Amérique du Nord
- Oebalus grisescens (Sailer, 1944)
- Oebalus insularis Stål, 1872
- Oebalus mexicanus (Sailer, 1944)
- Oebalus ornatus Sailer, 1944
- Oebalus pugnax (Fabricius, 1775)